# Hellmuth Drewes
Hellmuth Drewes (* 25. Jänner 1934 in Spittal an der Drau) ist ein österreichischer Komponist, Musiker und Chorleiter. Außerdem war er Lehrer, Direktor der Hauptschule 3 in Spittal/Drau, Kommunalpolitiker (Mitglied des Gemeinde- und Stadtrates) und Bürgermeister der Stadt Spittal an der Drau vom 2. März 1983 bis 8. April 1997.

## Werdegang
Hellmuth Drewes ist seit seiner Jugend der Chormusik verbunden. Chorleiter ist er seit seinem 16. Lebensjahr und war Sänger in vielen Chören. In Innsbruck war er Mitglied des Innsbrucker Kammerchores Walther von der Vogelweide und des dortigen Madrigalchores. Bis 2006 leitete er den 1956 von ihm gegründeten Singkreis Porcia in Spittal. Er war außerdem Mitbegründer des auf Schloss Porcia in Spittal jährlich stattfindenden internationalen Chorwettbewerbs und übte Lehrtätigkeiten für Chorleiter und Sänger aus. Sein bedeutendstes kompositorisches Werk ist die Liedersammlung Lieder aus Kärnten für Schule und Haus. 2009 erhielt Hellmuth Drewes den mit 14.500 Euro dotierten Kulturpreis des Landes Kärnten für seine außerordentlichen Leistungen im Bereich der Volkskultur.

## Werke
- Åber Diandle im Tål : alte Kärntnerlieder; für Männerchor / Hellmuth Drewes. Johannes Heyn, Klagenfurt 1977, ISBN 3-85366-228-5.
- Ihr Hirten, kommet auf die Weid' : Weihnachts- u. Hirtenlieder; für Männerchor / Hellmuth Drewes. Johannes Heyn, Klagenfurt 1978, ISBN 3-85366-297-8.
- In da Mölltȧlleitn [Musikdruck] : alte Kärntnerlieder in Sätzen für gemischten Chor. Johannes Heyn, Klagenfurt 2008, ISBN 978-3-7084-0185-0.
- Üban See bin i gfahrn [Musikdruck] : alte und neue Kärntnerlieder in Sätzen für Männerchor. Johannes Heyn, Klagenfurt 2008, ISBN 978-3-7084-0186-7.
- Geah alle Öartar aus [Musikdruck] : neue Lieder aus Kärnten ; gesetzt für gemischten Chor. Johannes Heyn, Klagenfurt 2011, ISBN 978-3-7084-0415-8.
- Dås Jåhr is lei a Wind : neue Kärntnerlieder für Männerchor / Hellmuth Drewes; Josef Hopfgartner. Johannes Heyn, Klagenfurt 1980. Neuausgabe: Johannes Heyn, Klagenfurt 1982, ISBN 3-85366-326-5.
- Du, mei Hamat, ghearst mein : Lieder aus Kärnten ; für Schule und Haus / zsgest. von Hellmuth Drewes ; Günther Mittergradnegger. Johannes Heyn, Klagenfurt 2004, ISBN 3-7084-0035-6.
- Kärntner Messe / Musik: Hellmuth Drewes. Text: Josef Hopfgartner. Johannes Heyn, Klagenfurt 1975, ISBN 3-85366-148-3.